# آن كلارك
آن كلارك (بالإنجليزية: Anne Clark)‏ هي كاتبة غنائية ومغنية وكاتِبة وشاعرة بريطانية، ولدت في 14 مايو 1960 في كرويدون في المملكة المتحدة.

## وصلات خارجية
- الموقع الرسمي
- آن كلارك على موقع IMDb (الإنجليزية)
- آن كلارك على موقع ميوزك برينز (الإنجليزية)
- آن كلارك على موقع أول ميوزيك (الإنجليزية)
- آن كلارك على موقع ديسكوغز (الإنجليزية)
- آن كلارك على موقع قاعدة بيانات الفيلم (الإنجليزية)